# Жика Јакшић
Саша Жика Јакшић (Александровац, 6. фебруар 1964) српски је музичар и предузетник. Са својом групом Ритам срца снимио је четри албума. Идејни је творац и продуцент певачког такмичења Звезде Гранда и Никад није касно које производи Гранд продакшн. Такође је власник винарије Никад није касно.

## Биографија
Рођен је 6. фебруара 1964. године у Александровцу. Завршио је средњу педагошку школу, а потом и Академију васпитачко струковних студија у Крушевцу, док је такође уписао Факултет спорта и физичког васпитања Универзитета у Београду али га није завршио. У својој музичкој каријери је свирао бас гитару у групи Ритам срца. Додатно је свирао и у оркестру Алексадра Стефановића као и у групи Поноћни програм.

### 
Део живота од 1999. до 2003. године је провео у  Немачкој и Швајцарској где је са немачких телевизија преузео идеју иза емисије Звезде Гранда. После 12 година емитовања овог такмичења, осмишљава и реализује емисију Никад није касно која се емитује од 2015. године.

### Винарија
Основао је винарију Никад није касно, названу по истоименој емисији. Винаријом управља његов син енолог мр Андрија Јакшић.

## Приватни живот
Из првог брака са Снежаном Јакшић има сина Андрију. У другом браку је био са певачицом и водитељком Дајаном Пауновић, са којом има сина Душана.

## Дискографија

### ГрупаРитам срца
- Марија (1995)
- Од Бога створена (1996)
- Ја хоћу сад (1998)
- Журка (2000)